# 24 ore (film)
24 ore (Trapped) è un film del 2002 diretto da Luis Mandoki, con Charlize Theron e Kevin Bacon.
La pellicola è tratta dal romanzo Ore di terrore di Greg Iles, che ha curato anche la sceneggiatura.

## Trama
Joe Hickey è uno spietato e intelligente criminale convinto di avere tra le mani il crimine perfetto: rapire figli di famiglie ricche e con 24 ore a disposizione traumatizzare talmente tanto le vittime da non farsi denunciare alla polizia. Dopo aver messo a segno quattro rapimenti, assieme ai suoi complici, la moglie Cheryl e il cugino Marvin, decide di irrompere nella tranquilla vita familiare dei coniugi Jennings.
Una volta rapita la figlia dei Jennings, i tre si dividono i compiti, Marvin si prende cura della piccola Abby, Cheryl controlla Will Jennings che si trova a Seattle per depositare il brevetto di un nuovo farmaco, mentre Joe si occupa di Karen, che dapprima terrorizzata saprà gestire la situazione cercando in tutti modi di salvare la figlia, che è anche affetta da una grave forma di asma. Ma quando il piano perfetto di Joe sembra vacillare viene a galla il vero motivo per cui ha scelto la famiglia Jennings: Joe ritiene Will responsabile della morte della sua bambina.